# Daes
Daes (Δάης) o Daes de Colones (Colonae) fou un historiador grec que va escriure una història de la seva ciutat natal. Es desconeix l'època en què va viure i altres detalls de la seva vida.